# Лени Кравиц
Вижте пояснителната страница за други личности с името Кравиц.
Лени Кравиц (на английски: Leonard Albert "Lenny" Kravitz) е американски рок певец, музикант и продуцент.

## Биография
Роден е в нюйоркския квартал Манхатан на 26 май 1964 г. Баща му –Сай Кравиц, руски евреин, е телевизионен продуцент, а майка му – Рокси Рокър, е актриса с бахамски произход.
Семейството му се премества в Калифорния и Лени Кравиц израства и се развива като музикант сред такива величия на американската популярна и джаз музика като Дюк Елингтън, Сара Вон, Каунт Бейси, Ела Фицджералд и Майлс Дейвис, които са приятели на родителите му.
Лени се научава да свири на няколко инструмента – китара, пиано и барабани, а през 1978 г. е приет да учи в музикална школа.
В началото на 80-те години Лени Кравиц се завръща в Ню Йорк, където се опитва да започне кариера като музикант. Там се запознава с актрисата Лиза Бонет, с която сключва брак през 1990 г. Двамата имат дъщеря – актрисата Зоуи Кравиц, родена на 1 декември 1988 г.
Първият му албум Let Love Rule излиза през 1989 г., който има среден успех (№ 61 в класацията Билборд за албуми). На следващата година той написва заедно с Ингрид Чавез песента Justify My Love за Мадона. Песента се изкачва до номер 1 в класациите за 2 последователни седмици. След като MTV забраняват клипа, той много бързо е пуснат в продажба и за изключително кратко време са продадени повече от 500 000 копия.
През 1991 г. Лени се разделя със съпругата си, през 1993 се развеждат, имало е слухове за него и Мадона, Лени отрича за каквато и да е изневяра. Известно време е имал връзка и с Ванеса Паради, но няма дете от нея. Той е автор на хита ѝ Be my baby.
През 1991 г. излиза албумът Mama Said, който достига 40-а позиция в класацията на „Билборд. Третият му албум, Are You Gonna Go My Way (1993 г.), е много успешен (става № 12), а Лени Кравиц е вече звезда, получавайки през 1994 г. международния приз „Най-успешен артист“.
По-нататъшната кариера на Кравиц е съпътствана от много и престижни музкални награди – в САЩ, Великобритания и Австралия.
В началото на новото хилядолетие Кравиц работи успешно с Майкъл Джексън, изпълнявайки негови песни, и прави световни турнета.
През 2005 г. издава сингъл в памет на жертвите на урагана Катрина.

## Филмография
През 2012 г. Лени Кравиц участва в „Игрите на Глада“ като дизайнера на трибутите от окръг 12 – Цина.
През 2013 г. Лени Кравиц участва в продължението на „Игрите на Глада“ – „Възпламеняване“ отново като Цина.

## Дискография
- Blue Electric Light, 2024 г.
- Raise Vibration, 2018 г.
- Black and White America, 2011 г.
- It Is Time For A Love Revolution, 5 февруари 2008 г.
- Baptism, май 2004 г.
- Lenny, октомври 2001 г.
- Greatest Hits, октомври 2001 г.
- 5, май 1998 г.
- Circus, септември 1995 г.
- Are You Gonna Go My Way, ноември 1993 г.
- Mama Said, април 1991 г.
- Let Love Rule, септември 1989 г.

## Награди и номинации
MTV Видео музикални награди
- 1993 – най-добър клип (Are You Gonna Go My Way?)

VH1/Vogue Fashion награди
- 1998 – най-модерен артист, мъжка награда

Наградите „Грами“
- 1993 – най-добро соло изпълнение (Are You Gonna Go My Way получава само номиниция.)
- 1995 – най-добро вокално рок изпълнение сред мъжете (Rock and Roll Is Dead – Получава само номиниция.)
- 1999 – най-добро вокално рок изпълнение сред мъжете (Fly Away)
- 2000 – най-добро вокално рок изпълнение сред мъжете (American Woman)
- 2001 – най-добро вокално рок изпълнение сред мъжете (Again)
- 2002 – най-добро вокално рок изпълнение сред мъжете (Dig In)
- 2003 – най-добро вокално рок изпълнение сред мъжете (If I Could Fall In Love – Получава само номиниция.)

Радио-музикални награди
- 2001 – музикант на годината в поп-алтернативната музика